# Jurģis Liepnieks
Jurģis Liepnieks (ur. 22 lutego 1972) – łotewski specjalista od public relations i marketingu politycznego, komentator polityczny, współpracownik premierów Andrisa Šķēlego i Aigarsa Kalvītisa. 

## Życiorys
Studiował filozofię na Wydziale Historii i Filozofii Uniwersytetu Łotewskiego, a także filologię klasyczną na Wydziale Filologii tej samej uczelni. W latach 1996–1997 był asystentem premiera Andrisa Šķēlego ds. kontaktów z prasą. W 1998 został sekretarzem prasowym Partii Ludowej oraz szefem jej kampanii wyborczej w wyborach z października 1998. W tym samym roku rozstał się z polityką, rozpoczynając karierę w biznesie. Był m.in. dyrektorem wykonawczym spółki "DDB & Co Hintzy Heymann Latvia". W 1999 został doradcą ministrów spraw wewnętrznych Mareksa Segliņša (TP) oraz finansów Edmundsa Krastiņša (TP) ds. kontaktów z prasą, zaś w 2000 doradcą i sekretarzem prasowym premiera Andrisa Šķēlego, odpowiedzialnym  m.in. za pisanie jego przemówień. 
Kontynuował związki z biznesem: był menadżerem ds. public relations w spółce "Latvenergo", następnie zaś założył własną firmę z dziedziny PR "Liepnieks un Beļskis". W grudniu 2004 został dyrektorem biura premiera Aigarsa Kalvītisa (TP). Jako "polittechnolog" zajmuje się marketingiem politycznym i public relations, regularnie komentuje wydarzenia polityczne w mediach łotewskich. Słynie z ostrego języka i kontrowersyjnych pomysłów. 
Żonaty z Diāną Liepniece (z domu Urtāne), projektantką mody i autorką kolekcji "shu shu", z którą ma córkę. W 2009 małżeństwo rozwiodło się.